# Iglesia de Nuestra Señora del Rosario de los Prietos (Salvador)
La Iglesia de Nuestra Señora del Rosario de los Prietos (portugués: Igreja da Ordem Terceira de Nossa Senhora do Rosário dos Pretos) es una iglesia católica del siglo XVIII en Salvador, Brasil. La construcción de la iglesia tomó casi 100 años. Está dedicada a Nuestra Señora del Rosario y pertenece a la Arquidiócesis de São Salvador da Bahia. La iglesia fue catalogada como estructura histórica por el Instituto do Patrimonio Histórico e Artístico Nacional (IPHAN) en 1938 y es parte del Centro histórico de Salvador de Bahía, Patrimonio de la Humanidad de la UNESCO.

## Historia
En el Brasil colonial, los esclavos negros y los libertos (forros) estaban especialmente dedicados a Nuestra Señora del Rosario, Benito de Palermo, Santa Efigenia, Elesbaan y algunos otros santos. Según el fray Agostinho de Santa María, desde principios del siglo XVII, esclavos y transatlánticos adoraban a Nuestra Señora del Rosario en un altar de la Antigua Catedral de Bahía, en Salvador. Como otros grupos de la colonia, los negros también se organizaron en grupos religiosos de ayuda mutua, las llamadas hermandades o confrarias. En la segunda mitad del siglo XVIII, casi todas las parroquias de Salvador tenían una hermandad de negros.
La Hermandad de Nuestra Señora del Rosario de Salvador se constituyó formalmente en 1685, siendo precedida únicamente por las de Olinda (mediados del siglo XVI), Recife (1654), Río de Janeiro (mediados del siglo XVII) y Belém do Pará (1682). Las cofradías de negros comenzaron a reunirse en los altares laterales de las iglesias principales o conventuales, pero en 1704 el Rosario reunió el dinero necesario y recibió el permiso del Arzobispo D. Sebastião Monteiro da Vide para construir una propia iglesia en Portas do Carmo. El nombre hace referencia a la existencia en la zona de una de las puertas de la ciudad fortificada, donde el camino (actualmente la cuesta del Pelourinho) partía hasta elConvento do Carmo. En la zona también se ubicaba el Cuartel del Carmo, donde se alojaban los soldados que defendían esta entrada a la ciudad.
La construcción de la Iglesia del Rosario fue un proceso lento, ya que la hermandad era relativamente pobre y los hermanos de la hermandad donaron su obra para la construcción en su tiempo libre. Desde 1718, la iglesia fue también la sede de la parroquia del Señor de Paso, de reciente creación, situación que continuó hasta alrededor de 1740. Inicialmente, se construyó el cuerpo de la iglesia; la elaborada fachada y las torres solo se levantaron a partir de 1780, bajo la dirección del capataz Caetano José da Costa. También en esa época el edificio ganó dos pasillos laterales. A finales del siglo XIX se redecora el interior de la iglesia, con nuevos altares y pinturas neoclásicas.

## Características
La Iglesia Rosario de los Prietos, iniciada en 1704, es un edificio imponente, al que se accede por un pequeño adro con mosquitero. La fachada tiene un cuerpo central en dos plantas, coronado por un frontón de frontones en volutas, y flanqueado por campanarios cuyo cabo es una chapitel de bulbos superpuestos cubiertos de tejas. En la planta baja hay cinco puertas, siendo la central más ancha y enmarcada por un discreto frontispicio, y sobre ellas, cinco ventanas de delicado diseño. El diseño de la fachada, construido en 1780, se atribuye al capataz Caetano José da Costa.
En el interior, los azulejos sobre la devoción al Rosario, realizados en Portugal y que datan de c. 1790. Los altares son de estilo neoclásico, realizados en la década de 1870 por el tallador de madera João Simões F. de Souza. Hay imágenes coloniales en los altares, incluida una Nuestra Señora del Rosario del siglo XVII, venerada en la antigua Catedral de Bahía, así como imágenes de Santo Antônio de Categeró, San Benedicto, Santa Bárbara y un Cristo crucificado en marfil. El techo de la nave fue pintado en 1870 por José Pinto Lima dos Reis.
En los fondos de la iglesia hay un antiguo cementerio de esclavos. Conservando su historia ligada a los negros, la liturgia de culto hace uso de la música inspirada en los terreiros de Candomblé. En las fechas conmemorativas de Santa Bárbara y Oiá la iglesia es el punto central de las festividades.